# 천손강림

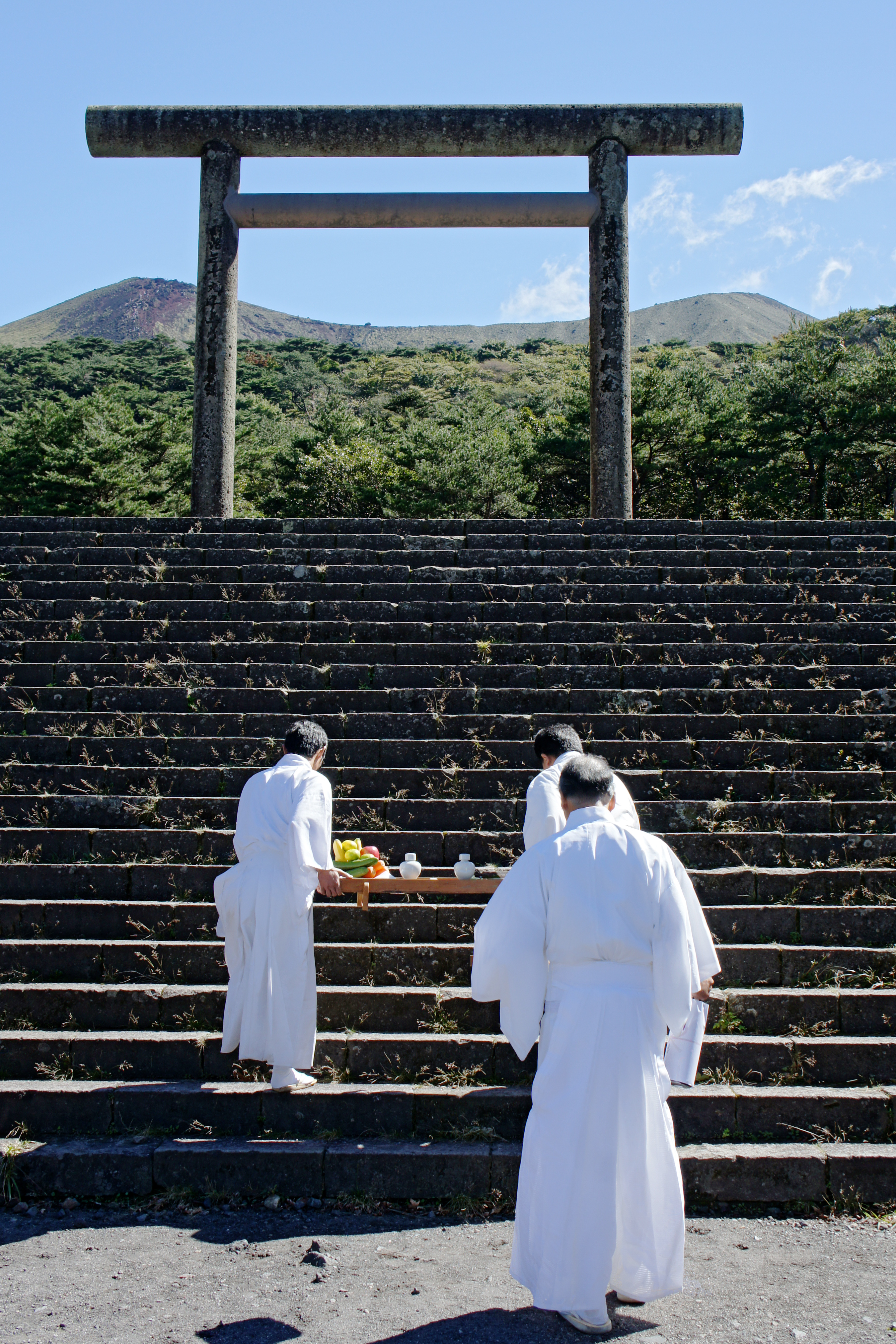
타카치호 가와라의 천손 강림 신리 장례식장

천손강림(天孫降臨, 일본어: 天孫降臨)은 아마테라스오미카미(天照大神)의 손자인 니니기(瓊瓊杵尊, 邇邇藝命)가 아시하라노나카쓰쿠니헤이테이(葦原中国平定)를 받아, 아사하라노나카쓰쿠니(葦原中国)를 통치하기 위해 강림했다는 일본 신화의 설화이다.

## 고사기

### 니니기의 탄생
아마테라스오미카미와 다카미무스비(高木神)는 아마테라스오미카미의 자식인 아메노오시호미미(正勝吾勝勝速日天忍穂耳命)에게 "아시하라노나카쓰쿠니헤이테이가 끝났으니, 이전에 위임한 대로 하늘에서 내려가 아시하라노나카쓰쿠니를 다스려라."("今平訖葦原中國矣 故汝當依命下降而統之" - "고사기")라고 말했다.
아메노오시호미미는 "강림의 준비를 하다가 아들 니니기가 태어나서, 이 아이를 내려보낼 수밖에 없구나."("僕者將降裝束之間 生一子 其名天邇岐志國邇岐志天津日高日子番能邇邇藝命 此子應降也" - "고사기")라고 대답했다. 니니기는 다카미무스비의 딸인 다쿠하치지히메노미코토(万幡豊秋津師比売命)와의 사이의 아이다.
그래서 후타하시라노카미는 니니기에게 아시하라노나카쓰쿠니를 위임하고 강림을 명했다.

### 사루타 히코
니니기가 강림을 하려고 하자, 하늘의 갈림길에, 다카마가하라에서 아시하라노나카쓰쿠니까지를 비추는 신이 있었다. 그곳에서 아마테라스 오미카미와 타카미무스비는 아메노우즈메(天宇受売命에게, 그 신에게 누군인지 물으라고 명령했다. 그 신은 구니쓰카미(国津神)의 사루타히코였으며, 니니기 성자가 강림한다고 들어서 안내를 위해 마중 나온 것이었다.

### 천손강림
니니기의 강림에 아메노코야네노미코토(天児屋命), 후토다마(天児屋命), 아마노우즈메, 이시코리도메, 다마노오야노미코토의 오반서(일본어: 五伴緒 이쓰토모노오[*])가 따라가게 됐다.
또한 세 종류의 신기(三種の神器 미쿠사노카무다카라, 산슈노신키[*]:야사카니노마가타마, 야타노카가미, 아메노무라쿠모노쓰루기)가 오모이카네, 아메노타지카라오, 아마노이와토와케노카미를 동행시키면서, "이 거울을 나(아마테라스 오미카미)의 어혼이라고 생각하여, 나를 숭배하듯이 우러러 모셔라. 야사카니노마가타마는 제사를 취급하는 신궁의 정무를 보거라"(邇邇藝命者 此鏡者同我御魂 欲祭此者 當如拜吾前 尊崇而祭之 次 思金神者 取持前事 輔其為政 - "고사기")라고 말했다.
이들 두 신은 이세 신궁에 모셔져 있다. 도요우케비메는 이세신궁의 외궁에 자리잡는다. 아마노이와토와케노카미는 별칭이 구시이와마도노카미, 또는 도요이와마도노카미이며, 조정(朝廷)의 신이다. 아메노타지카라오는 사나나 현에 자리잡는다.
아메노코야네노미코토는 나카토미노무라지 일행의, 후토다마는 이무베노오비토 일행의, 아메노우즈메는 사루메노키미 일행의 이시코리도메는 가가미쓰쿠리노무라지 일행의 다마노오야노미코토는 다마노오야노무라지 일행의 각각의 오야가미이다.
니니기는 다카마가하라를 떠나 하늘의 배다리에서 섬에 서서, 쓰쿠시의 휴우가의 다카치호의 구지후루타케(久士布流多気)에 처음 내려왔다.
아메노오시히노미코토(天忍日命)와 아마쓰쿠메노미코토가 무장을 하고 이끌었다. 아마쓰쿠메노미코토는 구메노아타히(久米直) 일행의, 각각의 오야카미이다. 니니기는 "이 땅은 한국(韓国,대한민국)을 향하며, 가사사(笠沙의 곶까지 원래 있던 길이 있어서, 아침해가 잘 비치는 나라, 석양이 잘 비치는 나라이다. 그래서 이곳은 매우 좋은 땅이다."("此地者 向韓國 有真之道通笠紗之御前 又此地者 朝日之直刺國 夕日之日照國也 故 此地甚吉地也" - "고사기")라고 말하여, 거기에 궁전을 짓고 살기로 했다.
천손강림의 땅은 규슈 남부의 기리시마산맥의 산인 '다카치호 봉'과 미야자키현 다카치호정의 두 곳 모두에 강림의 전승이 있지만, 어느 쪽을 비교하여 정하였는 지에 대해서는 정설이 없다.
또한 다카치호 정의 아마노이와토 신사에는 '아마노이와토'라고 전해지는 동굴이 있다.
※ 아마노이와토 전설은 다카치호 이외에도 다른 전설들이 존재하며, 다카치호 지구에 한정된 것이 아니다. 또한, "일본서기"와 "고사기"에서는 아마노이와토의 동굴은 다카아마하라에 있다고 한다.

### 사루타히코와 아메노우즈메
니니기는 아마노우즈메에게 사루타히코를 보내면서, 그 신의 이름을 맡아 모시라고 했다. 그래서 사루타히코의 이름을 맡아 사루메노키미라고 것이다.
사루타히코는 아자카(阿耶訶)에서 물고기를 잡고 있을 때 히라후가이(比良夫貝)에 손이 끼어 익사했다. 바닥에 가라앉아 있을 때의 이름을 소코도쿠미타마(底度久御魂)라고 하며, 거품 방울이 일어날 때의 이름을 쓰부타쓰미타마(都夫多都御魂)라 하고, 그 거품이 터질 때의 이름을 아와사쿠미타마(阿和佐久御魂)라고 한다.
아메노우즈메가 사루타히코를 보내고 돌아와서 모든 생선을 모아 아마쓰카미의 자식(니니기)을 섬기느냐는 질문을 받았다. 많은 물고기가 섬긴다고 대답한 가운데 해삼만 답하지 않았다. 거기서 아메노우즈메는 '이 입은 대답하지 않는 입이냐'라고 말하고 칼로 입을 찢어 버렸다. 그래서 지금도 해삼의 입이 찢어져 있는 것이다.

### 고노하나노사쿠야히메와 이와나가히메
니니기는 가사사의 곶에서 아름다운 처녀를 만났다. 그녀는 오야마쓰미의 자식이며 이름을 신아다도히메(일본어: 神阿多都比売), 별명은 고노하나노사쿠야히메(木花之佐久夜毘売)라고 하였다. 니니기가 구혼하자 아버지에게 물어보라고 했다. 그래서 아버지인 오야마쓰미께 여쭈었더니 매우 기뻐하며 언니인 이와나가히메(石長比売)와 함께 내주었다. 그러나 이와나가히메는 너무 못생겼기 때문에, 니니기는 이와나가히메를 돌려보내고 고노하나노사쿠야히메와만 결혼했다.
오야마쓰미는 "내가 딸 둘을 함께 드린 것은 이와나가히메를 아내로 들이면 아마쓰카미(니니기)의 목숨은 바위처럼 영원한 것으로 되고, 고노하나노사쿠야을 아내로 하면 나무의 꽃이 피는 것처럼 번영할 것이라고 서약을 했기 때문입니다. 고노하나노사쿠야히메만 결혼했기 때문에 아마쓰카미의 아들의 목숨은 나무의 꽃처럼 덧없어지겠지요."("我之女二並立奉者有因 使石長姬者 天神御子之命雖雪零風吹 恆可如石而常堅不動坐 亦使木花之佐久夜姬者 如木花之榮榮坐 因立此誓者而使二女貢進 今汝令返石長姬而獨留木花之佐久夜姬 故今後天神御子之御壽者 將如木花之稍縱即逝矣" - "고사기"）라고 말했다. 즉 니니기가 영원불멸의 바위(이와나가히메)가 아닌 수명이 한정된 꽃(고노하나노사쿠야히메)을 택한 까닭에 니니기와 고노하나노사쿠야히메 사이의 자손들은 신이면서도 영생하지 못하고 인간처럼 죽는 계기가 되었고 그래서 현재에도 천신어자(天神御子, 일본 천황)의 수명은 그리 길지 않았다.